# Crangonoidea
Crangonoidea är en överfamilj av kräftdjur. Crangonoidea ingår i ordningen tiofotade kräftdjur, klassen storkräftor, fylumet leddjur och riket djur. Enligt Catalogue of Life omfattar överfamiljen Crangonoidea 82 arter. 
Kladogram enligt Catalogue of Life:
| Crangonoidea | \| \| Crangonidae \| \| \| \| \| \| Glyphocrangonidae \| \| \| \| |
|              | \| \| Crangonidae \| \| \| \| \| \| Glyphocrangonidae \| \| \| \| |
|              | Crangonidae                                                       |
|              |                                                                   |
|              | Glyphocrangonidae                                                 |
|              |                                                                   |

## Bildgalleri

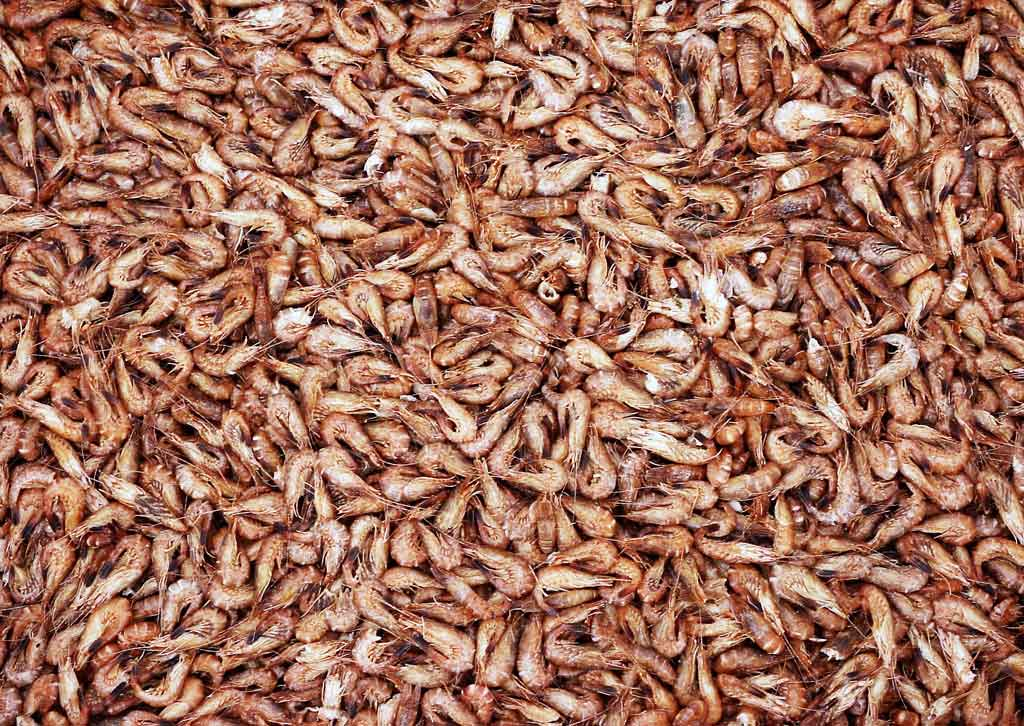